# Saint-François (La Réunion)
Pour les articles homonymes, voir Saint-François.
Saint-François est un quartier de Saint-Denis de La Réunion. Adossé à la montagne, il offre une vue dégagée sur le chef-lieu de ce département d'outre-mer dans l'océan Indien. Il est desservi par la route de Saint-François qui monte jusqu'au Brûlé.

## Patrimoine
- Domaine de Beaubassin fut le premier jardin d'acclimatation de l'île[1].
- Maison des Gouverneurs